# Кизилбаївська сільська рада
Кизилба́ївська сільська рада (рос. Кызылбаевский сельский совет) — сільське поселення у складі Шатровського району Курганської області Росії.
Адміністративний центр та єдиний населений пункт — село Кизилбай.
Населення сільського поселення становить 831 особа (2017; 928 у 2010, 1002 у 2002).